# Tsou jezici
Tsou jezici (Cu jezici), podskupina tajvanskih ili formoških jezika kojima govori nekoliko plemena na Formozi. Jezici koje obuhvaća su kanakanabu 160 (1977; Lincoln), oko Minchuana, 8 (2005 SIL); saaroa 370 govornika (1977; Lincoln) duž rijeke Laonung, 6 (2000 S. Wurm); i tsou 5.000 (1982 McGill) jugoistočno od Kagija, 2.130 (Council of Indigenous Peoples 2002). Prije se u tsou jezike kalsificirao i rukai 8.000 (1994 UBS) u 11 sela kod Ping Tunga i 2 ili 3 sela kod Taitunga, 10.500 (Council of Indigenous Peoples 2002), danas se vodi kao posebna skupina austronezijskih jezika; 
Pleme Kanakanabu je sinizirano, danas govore poglavito mandarinski, bununski ili tajvanski. Ostali jezici imaju po nekoliko dijalekata.

## Vanjske poveznice
- Ethnologue (14th)
- Ethnologue (15th)

Ethnologue (16th)